# .hm
.hm és un domini de primer nivell territorial (ccTLD). Està reservat per les illes Heard i McDonald, un arxipèlag entre l'oceà Índic i l'Antàrtic, però les illes no estan habitades, i Austràlia (el país que hi té la sobirania) utilitza .aq (el domini de l'Antàrtida) per al web oficial de les illes Heard i McDonald, HeardIsland.aq. Austràlia ha subcontractat el registre del domini .hm a una empresa de Denver, Colorado, Estats Units.
L'ús d'aquest domini és molt limitat, i majoritàriament no té res a veure amb les illes Heard i McDonald. El registre es fa directament al segon nivell.